# Ньерш, Ференц
Ференц Франсуа Ньерш (венг. Nyers Ferenc, фр. Ferenc François Nyers; 3 марта 1927, Фремен-Мерлебак) — венгерский и французский футболист, левый полузащитник и левый нападающий. Брат другого известного футболиста — Иштвана Ньерша. Часто назывался Ньерш II.

## Биография
Ференц Ньерш родился 3 марта 1927 во Фремен-Мерлебаке, департаменте Мозель, региона Лотарингия. Его отец, уроженец Озда, был по профессии шахтером и, ещё до рождения Ференца, вместе с семьей, переехал на заработки во Францию. Вскоре после рождения юноши, семья вернулась в Венгрию, в Будапешт. Там он начал играть за команду Кабельного завода «Кабельдьяр» во втором дивизионе чемпионата Венгрии. В единственном сезоне Ференца клуб занял 3 место, а сам футболист провёл 22 игры и забил 18 голов. Во время Второй мировой войны данные о выступлении Ньерша отсутствуют. В сезоне 1945/46 форвард играл за клуб «Будаи Баратшаг» но команда заняла лишь 13 место.
Летом 1946 года Ньерш покинул Венгрию, уехав во Францию, став игроком клуба «Страсбур». Там футболист провёл два сезона, проведя 40 игр и забив 19 голов. В 1948 году Ньер стал игроком римского «Лацио». Его дебютной игрой стал матч 4 ноября против «Бари», завершившийся вничью 1:1. Всего за сезон Ференц, действовавший в полузащите, сыграл 18 игр и забил 8 голов, а команда заняла 13 место. В следующем сезоне «Лацио» занял 4 место, а Ньерш провёл 18 игр и забил 6 голов.
В июне 1950 года футбольная лига Венгрии добилась от ФИФА дисквалификации игроков из этой страны, якобы незаконно выступавших за границей. Венгерские футболисты были вынуждены в Риме создать команду «Хунгария», выступавшую в коммерческих матчах. Затем он, вместе с частью венгерских футболистов, уехал в Колумбию, где играл в непризнанной профессиональной футбольной колумбийской лиге за «Атлетико Хуниор». Все игроки, игравшие в то время в Колумбии, были дисквалифицированы ФИФА. После окончания дисквалификации, в декабре 1952 года Ньерш вернулся во Францию, где играл за «Сент-Этьен». С этой командой он выиграл чемпионат и Суперкубок страны.

## Статистика
| Клуб            | Сезон     | Чемпионат | Чемпионат | Кубок | Кубок | Прочие | Прочие |
| Клуб            | Сезон     | Игры      | Голы      | Игры  | Голы  | Игры   | Голы   |
| --------------- | --------- | --------- | --------- | ----- | ----- | ------ | ------ |
| Кабельдьяр      | 1942/1943 | 22        | 18        | ?     | ?     | -      | -      |
| Будаи Баратшаг  | 1945/1946 | 13        | 7         | -     | -     | -      | -      |
| Страсбур        | 1945/1946 | 19        | 9         | ?     | ?     | -      | -      |
| Страсбур        | 1946/1947 | 21        | 10        | ?     | ?     | -      | -      |
| Лацио           | 1948/1949 | 18        | 8         | -     | -     | -      | -      |
| Лацио           | 1949/1950 | 18        | 6         | -     | -     | -      | -      |
| Атлетико Хуниор | 1950      | ?         | ?         | -     | -     | -      | -      |
| Атлетико Хуниор | 1951      | ?         | ?         | -     | -     | -      | -      |
| Атлетико Хуниор | 1952      | ?         | ?         | -     | -     | -      | -      |
| Сент-Этьен      | 1952/1953 | 15        | 6         | 2     | 0     | -      | -      |
| Сент-Этьен      | 1953/1954 | 22        | 9         | 1     | 0     | -      | -      |
| Сент-Этьен      | 1954/1955 | 3         | 1         | 0     | 0     | -      | -      |
| Сент-Этьен      | 1955/1956 | ?         | ?         | ?     | ?     | -      | -      |
| Сент-Этьен      | 1956/1957 | ?         | ?         | ?     | ?     | -      | -      |
| Сент-Этьен      | 1957/1958 | 13        | 6         | 1     | 1     | 5      | 3      |
| Сент-Этьен      | 1958/1959 | 8         | 3         | 0     | 0     | -      | -      |

## Достижения
- Чемпион Франции: 1957
- Обладатель Суперкубка Франции: 1957